# Schloss Grub (Kirchberg ob der Donau)

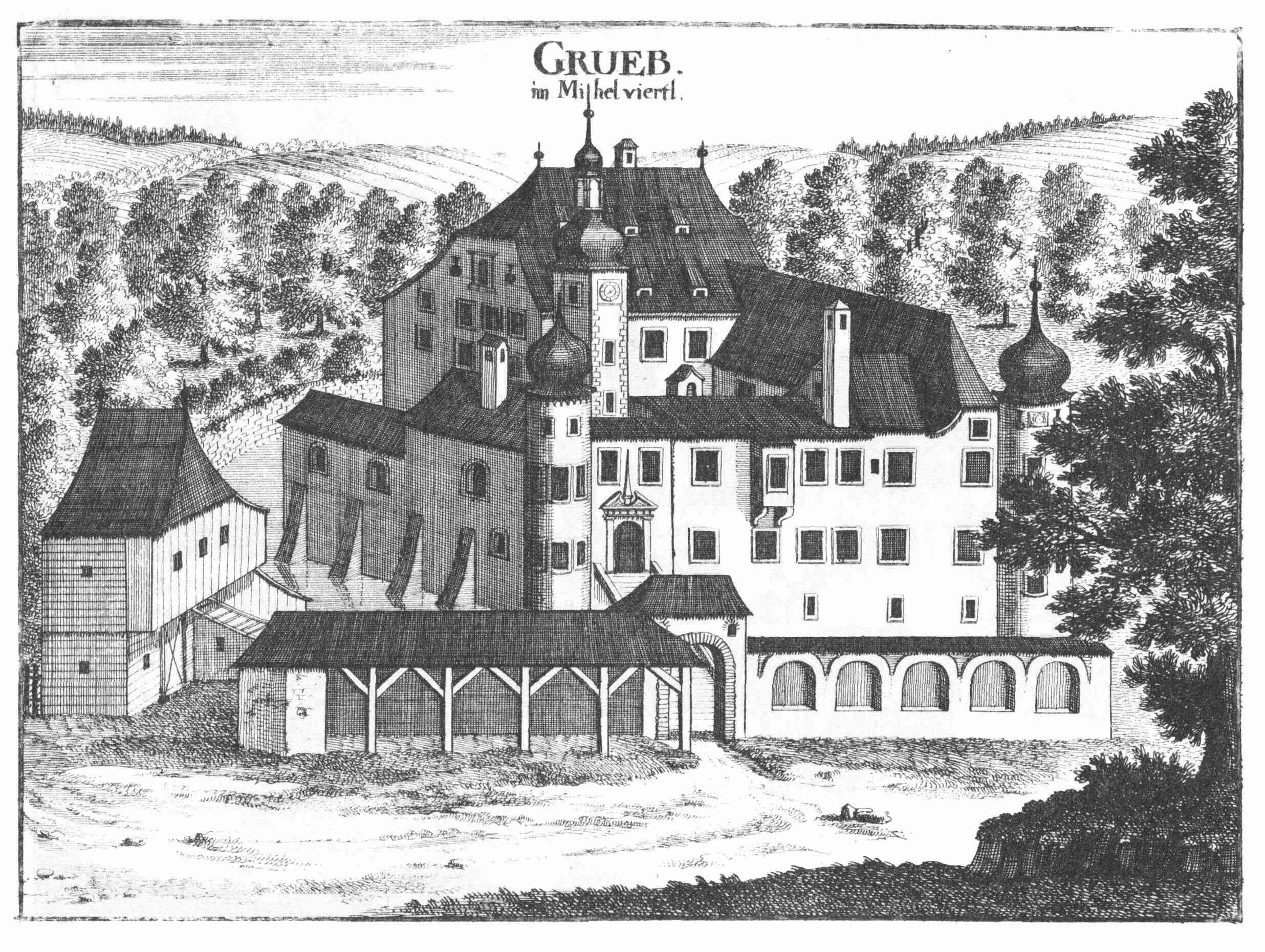
Schloss Grub nach einem Stich von Georg Matthäus Vischer von 1674

Das Schloss Grub (Kirchberg) lag im Ortsteil Grub der Gemeinde Kirchberg ob der Donau im Bezirk Rohrbach von Oberösterreich (Grub Nr. 11).

## Geschichte
Ein Wulfing de Grube wird 1299 auf Grub genannt, Grub blieb bis 1338 Stammsitz der Gruber. 1488 sind hier ein Marx Katzprenner und 1585 Hieronymus Schluchs (begraben in der Pfarrkirche von Kirchberg) ansässig. 1612 kam Grub als Heiratsgut der Susanna Schluchs an Jost Schmidtauer von Oberwallsee. Da die Schmidtauer Protestanten waren, mussten sie im Zuge der Gegenreformation ihren Besitz verkaufen und das Land verlassen. 1628 erwarb Hans Grill von Altdorf das Schloss. Als Heiratsgut der Maria Anna Grill kam die Herrschaft 1674 zur Hälfte an Bartholome Cronpichl, die andere Hälfte erhielt Susanna Grill und ihr Gatte Achaz Tollinger. Thomas Freiherr von Gartner erwarb die Herrschaft Grub 1720. Nach dessen Ableben wurde Grub an Johann Andreas Steyrer veräußert. 1726 verwüstete ein Brand Schloss Grub, das aber 1754 unter Andreas Steyrer wieder aufgebaut.
In der Folge führte ein rascher Besitzerwechsel zum Ruin des einst mächtigen Schlosses. Als Besitzer nachweisbar sind nun: Freiherr Elias von Unkrechtsberg (1802), Josef Preßler, Johann Prunnberg (1809–1846), dann als Erbschaft an Emanuel Prunner, Josefa Prunner, verehelichte Heindl (1877), Familien Heindl (bis 1899), Ludwig Zabernigg, Stephanie Röhlich, Michael Auinger (1909), Johann Andraschko (1910), dann verfiel Schloss Grub.

## Schloss Grub heute
Wie auf einem Stich von Georg Matthäus Vischer von 1674 zu erkennen ist, war Schloss Grub eine imposante Anlage. Das mit einem Krüppelwalmdach bedeckte und vermutlich viergeschoßige Herrenhaus besaß auf drei Seiten eine Vorburg, die an zwei Ecken mit Rundtürmen und Zwiebeldach ausgestattet war. Ein weiterer viereckiger und ebenfalls mit einem kunstvollen Zwiebeldach gedeckter Vierecksturm war Uhrturm (Kapellenturm) an der Seite zum Innenhof gebaut. In das Schloss führte ein kunstvoll gestaltetes Portal. Außerhalb des Wassergrabens befand sich nochmals eine Mauer mit Bogengängen auf der einen und einen Unterstand für Pferde auf der anderen Site. Durch diese Mauer führte ein Tor über eine Brücke zum Schloss.
Bis 1961 war in Grub noch eine Ruine, die von einem Wassergraben umgeben war, vorhanden. Reste des Schlosses wurden zum Straßenbau verwendet. Die in den 1970er Jahren vorhandenen Nebengebäude wurden mittlerweile ebenfalls demoliert. Nur noch ein Teichrest beim Haus Nr. 11 von Grub erinnert an das Wasserschloss.